# East Kilbride FC
El East Kilbride FC es un equipo de fútbol de Escocia que juega en la Scottish League Two, la cuarta categoría nacional.

## Historia
Fue fundado en mayo del 2010 en la ciudad de East Kilbride por iniciativa de los exfutbolistas John Hartson y John Brown, quienes jugaron con el Celtic y el Rangers respectivamente. La idea era que fuera la reencarnación del equipo original fundado en 1871, quien fuera uno de los primeros equipos de fútbol existentes en Escocia y que desapareció a finales del siglo XIX.
El club se formó luego de la fusión de los equipos locales Jackton Boys Club y Stewartfield FC. Luego los equipos EK Diamonds y EK Wanderers también se unieron a la estructura. En sus inicios el club jugaba en el K-Park hasta la construcción del nuevo estadio. They played in the inaugural season of the Lowland League, El club jugó en la South of Scotland League en la temporada 2013-14.
John Hartson, exjugador del Celtic FC, fue nombrado presidente honorario del club. El club jugó en la Scottish Amateur Football League hasta junio de 2013. Fue campeón de la Division 2 en 2011–12 y de la Division 1 en 2012–13. El 31 de mayo de 2013 el East Kilbride fue seleccionado para jugar en la South of Scotland League para la temporada 2013–14. El 17 de junio de 2013 East Kilbride luego fue seleccionado para jugar en la Lowland League sin tan siquiera haber jugado un partido en la South of Scotland League. Su primer partido de liga fue una derrota por 1-2 ante el Stirling University (10°) y su primera victoria fue de 1–0 de local sobre el Whitehill Welfare (13°) en agosto de 2013. El Kilby terminó la temporada en mitad de tabla y como ganador de la South Region Challenge Cup and reaching the Lowland League Cup semi finals. Ganó la copa con una victoria por 2–0 sobre el Dalbeattie Star en Palmerston el 24 de mayo de 2014. Por el título de copa la SFA en abril de 2014 lo clasificó a la Scottish Cup de 2014–15. El primer partido de la historia del club en la Scottish Cup fue una victoria por 1–0 sobre el Lothian Thistle en primera ronda el 13 de septiembre de 2014. En la segunda ronda empató con el Spartans, pero el East Kilbride cayó goleado en el replay. En la Lowland League el East Kilbride aseguró el segundo lugar a falta de dos partidos, perdiendo el último partido de la temporada ante el Edinburgh University de local. Después perdieron 1-3 ante el Gretna 2008 en la final de la Lowland League Cup el 17 de mayo de 2015.
El 5 de noviembre de 2016 el East Kilbride venció al BSC Glasgow por 3–1, logrando su 27° victoria seguida, superando el récord del AFC Ajax de 26. El 19 de noviembre de 2016 el East Kilbride perdió por 0–1 ante el Spartans terminado su racha de victorias en 30. El East Kilbride ganó la Lowland League y enfrentó en el promotion/relegation playoff ante el equipo de la Scottish League Two, el Cowdenbeath, donde perdió en penales. En ese momento Craig Howie se convirtió en el primer futbolista con 100 partidos con el club, en el cual debutó a los 17 años en 2013.
East Kilbride fue campeón de la Lowland League nuevamente en 2018–19, donde venció al campeón defensor Spartans en el K Park para ser campeón. Terminaron perdiendo ante el Cove Rangers en la SPFL promotion playoffs.

## Palmarés
- Lowland League (4): 2016–17, 2018–19, 2023–24, 2024–25
- Scottish Amateur Football League Division 1 (1): 2012–13[23]
- Scottish Amateur Football League Division 2 (1): 2011–12[24]
- SFA South Region Challenge Cup (4): 2013–14, 2016–17, 2018–19, 2023–24
- Lowland League Cup (5): 2014–15, 2015–16,[25] 2021–22, 2022–23, 2024–25
- East of Scotland Qualifying Cup (2): 2015–16,[26] 2017–18
- East of Scotland City Cup (1): 2015–16[27]

## Entrenadores
- Ian King (2010–2014)
- Billy Ogilvie (2014–2016)
- Martin Lauchlan (2016–2017)
- Billy Stark (2017–2018)
- Brian Kerr (2018)
- Stuart Malcolm (2018–2019)
- Jim Paterson (2019–2020, interino)
- David Proctor (2020, interino)
- Stephen Aitken (2020–2021)
- Chris Aitken (2021–2022, interino)
- Kevin Rutkiewicz (2022–2023)
- Martin Fellowes (2023, interino)
- Mick Kennedy (2023–presente)